# Nederlands Ereveld Salzburg

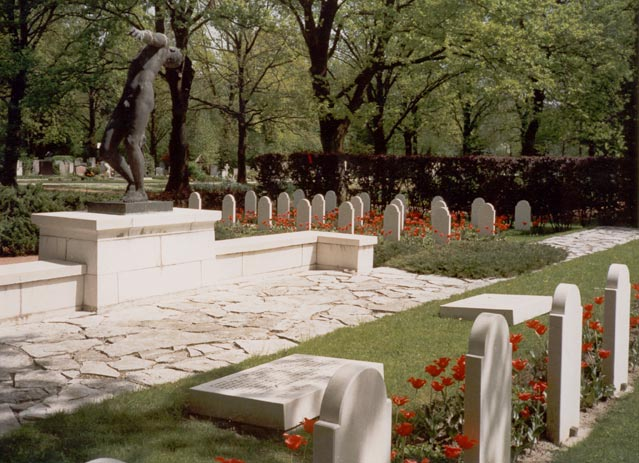
Erebegraafplaats Salzburg

Het Nederlands Ereveld Salzburg is een ereveld dat deel uitmaakt van het Kommunal Friedhof aan de Nonnthaler Hauptstrasse in Salzburg in Oostenrijk.
Op de erebegraafplaats bevinden zich 87 Nederlandse graven van soldaten en Nederlandse oorlogsslachtoffers die in de Tweede Wereldoorlog omkwamen in Oostenrijk en het toenmalige Tsjecho-Slowakije. Op het ereveld zijn verder twee gedenkstenen aanwezig met daarop de namen van 54 Nederlandse oorlogsslachtoffers waarvan het graf niet aanwijsbaar is.